# Aeorestes
Aeorestes és un subgènere de ratpenats vespertiliònids del gènere Lasiurus o, segons una classificació alternativa, un gènere a part. Les quatre espècies classificades en aquest grup tenen una àmplia distribució a les Amèriques i fins i tot són presents a Hawaii amb Lasiurus (Aeorestes) semotus. Són animals nocturns que es nodreixen d'insectes. El nom Aorestes significa 'menjador voletejador' en llatí.